# Anticyclone d'Amérique du Nord
Pour les articles homonymes, voir Anticyclone (homonymie).

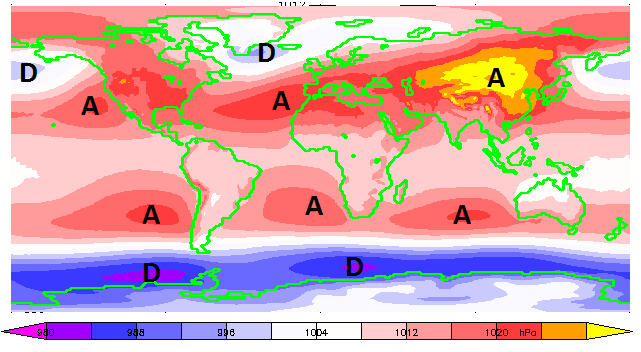
Pression moyenne au niveau de la mer autour de la Terre en décembre, janvier et février montrant les centres d'action (A et D)

L’anticyclone d'Amérique du Nord, connu aussi comme l’anticyclone canadien, est une zone de haute pression se formant habituellement durant l'hiver à partir de sa source dans la partie arctique de l'Amérique du Nord, à l'est des montagnes Rocheuses. Il recouvre alors une bonne partie du continent et la pression moyenne en janvier est autour de 1 020 hPa en son centre. On le retrouve également à l'occasion en été.
Cet anticyclone thermique est moins précisément défini que l'anticyclone de Sibérie et ses effets sont moins importants. La pression centrale dépasse rarement 1 055 hPa. Une extension de ce système est connu en Europe comme l’anticyclone du Groenland. 

## Formation
L'anticyclone se forme dans le prolongement des Prairies canadiennes vers la mer de Beaufort aux environs du Yukon, à la suite du refroidissement de l'air en raison du faible ensoleillement de cette période : l'air froid et très dense près du sol cause un affaissement de la colonne d'air. En altitude, la pression devenant plus faible que celle des régions environnantes amène un déplacement  d'air qui augmente la masse de la colonne et induit une pression plus importante au niveau du sol. L'anticyclone est favorisé par le blocage de l'air doux venant de l'océan Pacifique par la chaîne des montagnes Rocheuses, ce qui favorise également la perte de chaleur par rayonnement thermique de l'air immobilisé dans la plaine. 
L'épaisseur de la couche très froide et dense de la base de l'anticyclone ne mesure que 3 km environ, soit moins que l'altitude des Rocheuses, mais cet air peut emprunter des cols pour s'insinuer le long de la côte ouest. Ce dôme peut également s'étendre aussi loin que la région de Jalisco au Mexique et aussi à l'est que les Appalaches.

## Déplacement
L'anticyclone d'Amérique du Nord se déplace vers l'est avec la circulation d'altitude. En hiver, il va souvent rejoindre l’anticyclone des Açores en traversant l'océan Atlantique. En été, il est plus susceptible de s'arrêter au niveau de la côte est du continent. Dans les deux cas, la bordure avant du système est associée à un front froid. Celui-ci sera particulièrement vigoureux en hiver, produisant un fort contraste de température à son passage, des précipitations convectives et des vents forts.
Lorsque l'anticyclone atteint l'océan, l'air arctique absorbe graduellement la chaleur et l'humidité de la surface de la mer et se modifie. Il y perd donc graduellement sa physionomie.

## Effets
En hiver, l'air arctique amène la température bien en deçà du point de congélation et le ciel est dégagé sous l'anticyclone. Il n'est pas rare de rencontrer −40 °C dans sa zone d'origine et si la température augmente à mesure qu'on s'en éloigne, il peut encore causer des gels dévastateurs pour les cultures quand il s'étend dans des régions comme le Mexique ou la Floride. Sa branche du Groenland va influencer le climat du nord de l'Europe.
En été, l'anticyclone est beaucoup moins froid et apporte de l'air sec et frais aux États-Unis et au sud du Canada.